# Station Hither Green
Station Hither Green is een spoorwegstation van National Rail in de wijk Hither Green in de London Borough of Lewisham, Zuid-Londen, Engeland. Het station is eigendom van Network Rail en wordt beheerd door Southeastern. 

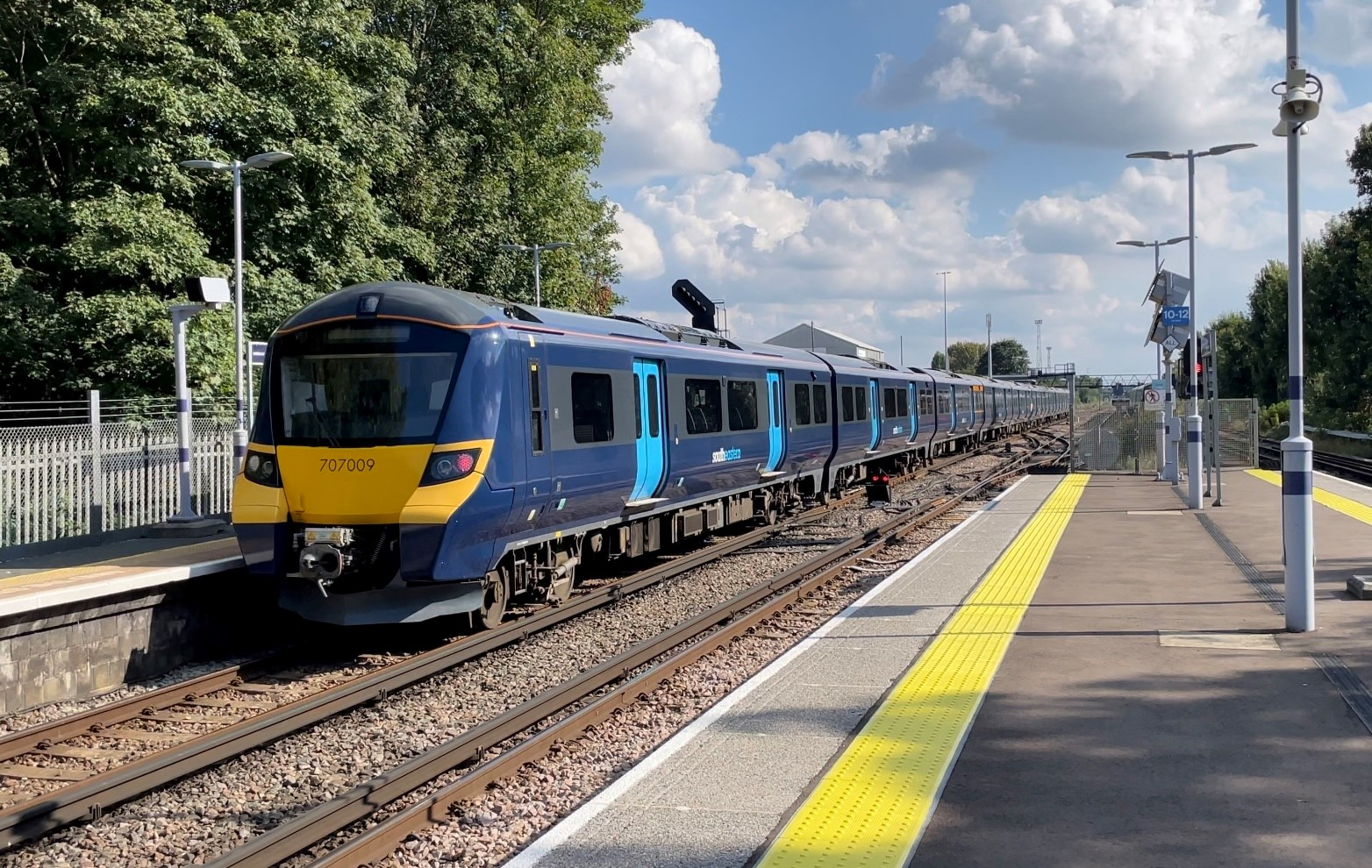
, Perrons (2021)